# Жерославиці
Жерославиці (пол. Żerosławice) — село в Польщі, у гміні Рацеховиці Мисленицького повіту Малопольського воєводства.
Населення — 270 осіб (2011).
У 1975-1998 роках село належало до Краківського воєводства.

## Демографія
Демографічна структура станом на 31 березня 2011 року:
|          | Загалом | Допрацездатний вік | Працездатний вік | Постпрацездатний вік |
| -------- | ------- | ------------------ | ---------------- | -------------------- |
| Чоловіки | 134     | 24                 | 94               | 16                   |
| Жінки    | 136     | 37                 | 74               | 25                   |
| Разом    | 270     | 61                 | 168              | 41                   |